# 叶夫根尼·格奥尔基耶维奇·波波夫
叶夫根尼·格奥尔基耶维奇·波波夫（羅馬化：Evgeniy Georgiyevich Popov；1978年9月11日—），俄罗斯政治人物、记者和第八届国家杜马代表。

## 制裁
波波夫于2022年因支持俄羅斯入侵烏克蘭而受到英国政府制裁。